# Estero Tongoy
El estero Tongoy es un curso de agua de corto trayecto ubicada en el interfluvio Elqui-Limarí y desemboca inmediatamente al norte de la ciudad de Tongoy (Chile) en el océano Pacífico. A veces se le nombra quebrada de Camarones, como en el Diccionario de Risopatrón.

## Trayecto
El trayecto es ONO en sus 14 kilómetros de desarrollo. Su único afluente importante es el río Camarones que nace en la falda NO de los cerros de Tamaya y recorre 28 km antes de desaguar en el estero.
El río Tongoy en sus últimos tres o cuatro kilómetros es sensible a la influencia de las mareas, donde forma una especie de laguna litoránea de agua salobre.: 274 
El rio Camarones sortea una angostura en roca situada a unos 2 a 3 km al occidente de la Carretera Panamericana, antes de entrar a la zona dominada por los llanos y por las dunas costeras.

## Caudal y régimen
El plan de manejo de los humedales de Tongoy explica para la hidrología de la zona:
La hoya hidrográfica que drena hacia la Bahía de Tongoy posee una superficie de aprox. 2.770 km² y está surcada por quebradas largas y profundas, denominadas de este a oeste: El Romeral, Tongoy (Los Camarones), Los Almendros, Los Litres (Salinas) y Pachingo (Avilés, 2016) (ver Figura), además, hacia Bahía Barnes drenan las quebradas de El Romeral y Tongoy, de características análogas, pero no iguales, a las tres antes mencionadas. Los Almedros, Los Litres y Pachingo se encuentran limitadas al mar por barreras conformadas por bermas formando lagunas litorales de carácter albuférico. Durante las estaciones secas, la mayoría de estas quebradas no alcanzan el mar y forman humedales que albergan una variada fauna y flora; sin embargo, cuando ocasionalmente la zona es afectada por intensas precipitaciones, la escorrentía de las quebradas alcanza la bahía aportando sedimento que luego se asienta en el fondo de ella.

## Historia
Luis Risopatrón lo describe en su obra Diccionario Jeográfico de Chile de 1924 bajo el nombre Camarones:: 125 
Camarones (Quebrada de) 30° 20' 71° 22'. Arranca de la vertiente NW del cerro de Tamaya, corre hacia el N, lleva un lijero arroyo, se encorva al NW i desemboca en el mar, a corta distancia al N del pueblo de Tongoi; forma cerca de la costa, un lagunajo salobre. 62, II, p. 285; 129; 155, p. 108; i 156; cajón del Canelo o Camarones en 62, II, p. 287; del Canelo en la p. 285; arroyo de Tongoi en 1, VII, p. 60; estero de Tongoy en 62, II, p. 287.
El "lagunajo salobre" se refiere a una laguna de la zona que describe como:: 465 
Langland (Laguna de) 30° 15' 71° 30'. Es angosta, de unos 4 kilómetros de largo i su superficie i profundidad depende del estado de la marea: así en bajamar se la puede vadear a pié en las inmediaciones de la boca, pero mas arriba la profundidad en cualquier momento es suficientemente grande para que no se la pueda atravesar ni a un a caballo, a lo que se agrega lo fangoso del fondo; se encuentra inmediatamente al S de la bahía Barnes i se comunica con el mar por una boca de unos cuantos metros de ancho. Se la puede recorrer en bote en su mayor estensión i en su estremo E se vácia un arroyito que viene de Tongoi Alto. 1, XXV, p. 457 i carta 100; i laguna o albufera en la p. 455.

## Población, economía y ecología

### Uso del agua
Los años lluviosos, se usa el agua para el riego de la agricultura el los faldeos de la Quebrada de Camarones. Cuando no existe escurrimiento superficial, se extrae agua desde pozos de la hoya media y se lleva en camiones aljibes para el riego por goteo de árboles frutales como lúcumas, papayas, etc que se pueden vender a gran valor en el mercado.: 274 